# Togo (film)
Togo – oparty na faktach amerykański film dramatyczno-przygodowy w reżyserii Ericsona Core z 2019 roku, wyprodukowany przez wytwórnie Walt Disney Pictures.

## Fabuła
Film opowiada o tytułowym Togo, psie zaprzęgowym rasy husky, który razem ze swoim panem, maszerem Leonhardem Seppalą, wyruszają w podróż, aby dostarczyć surowicę niezbędną do zwalczenia epidemii błonicy szalejącej w małej odciętej od świata alaskańskiej wiosce Nome.

## Obsada[4]
- Willem Dafoe jako Leonhard Seppala
- Julianne Nicholson jako Constance Seppala
- Christopher Heyerdahl jako Burmistrz George Maynard
- Richard Dormer jako doktor Curtis Welch
- Michael Greyeyes jako Amituk
- Michael McElhatton jako Jafet Lindeberg
- Michael Gaston jako Joe Dexter
- Jamie McShane jako Scotty Allan
- Zahn McClarnon jako Tulimak
- Nikolai Nikolaeff jako Dan Murphy
- Brandon Oakes jako Henry Ivanoff
- Shaun Benson jako Gunnar Kaasen
- Paul Piaskowski jako Max Adams
- Thorbjørn Harr jako Charlie Olsen
- Nive Nielsen jako Atiqtalik
- Catherine McGregor jako Sarah Foley
- Adrien Dorval jako Bill Clark
- Madeline Wickins jako Sally Burdett

Polski dubbing:
- Bronisław Wrocławski jako Leonhard Seppala
- Ewa Kaim jako Constance Seppala
- Grzegorz Wons jako Burmistrz George Maynard
- Radosław Krzyżowski jako doktor Curtis Welch
- Przemysław Glapiński jako Amituk
- Andrzej Niemirski jako Jafet Lindeberg
- Wojciech Machnicki jako Joe Dexter
- Kamil Pruban jako Scotty Allan
- Szymon Mysłakowski jako Tulimak
- Paweł Iwanicki jako Dan Murphy
- Adam Bauman jako Henry Ivanoff
- Grzegorz Kwiecień jako Gunnar Kaasen